# Велецкий, Сергей Николаевич
Сергей Николаевич Велецкий (1864, село Клещинцы, Золотоношский уезд, Полтавская губерния — дата смерти неизвестна) — земский статистик.

## Биография
Служил в земстве Полтавской губернии. Будучи причисленным к отделу сельской экономии и сельскохозяйственной статистики Министерства земледелия и государственных имуществ, возглавил статистическое бюро (отделение) Уфимской губернской земской управы, вступил в должность 12 апреля 1897 года. Под его руководством развернулись широкомасштабные исследования, была закончена первая губернская перепись 1895 - 1897 годов. 1 июля 1899 года оставляет службу в Уфе. В октябре 1897 года именно в Уфе В. завершает свой главный научный труд («Земская статистика. Справочная книга по земской статистике в двух частях. Ч. I: История и методология; Ч: II. Программы исследований»), вышедшую в Москве с предисловием профессора А.И. Чупрова, на обложке которой про автора было указано: заведующий статистическим отделением уфимской губернской земской управы. В Уфе женился. 23 апреля 1897 года в Сергиевской церкви 33-летний потомственный дворянин, православный Сергей Николаевич Велецкий обвенчался с 21-летней дворянкой и католичкой Ядвигой Иосифовной Гедронович (НА РБ. Ф. И-294. Оп. 2. Д. 42. Л. 123 об.). 22 ноября 1898 г. у них родился сын Николай (Там же. Д. 44. Л. 503 об.).
Внезапный отъезд из Уфы, возможно, был связан с сомнительной историей. В журнале «Сельское Хозяйство и Лесоводство» были опубликованы шесть «Сельско-хозяйственных писем из дикой Башкирии» Велецкого, которые оказались «позаимствованными» у А.И. Книзе из его материала в «Сборнике статистических сведений Уфимской губернии» (том I). Журналист отметил, что «пассаж неприятный, тем более, что г. Велецкий состоит заведующим оценочно-статистическим бюро губернского земства. Конечно, плагиат этот не имеет никакого отношения к его статистическим работам, но невольно бросает тень и на последние» (Самарская газета. 1898. 13 ноября; Роднов М.И. Судьба редактора. Историко-документальная повесть. Уфа, 2009. С. 89–90).
Выдающийся российский учёный А.А. Кауфман приводил такую оценку исследованию С.Н. Велецкого: «при своём несколько компилятивном характере – всё же ценная как даваемым в первом томе историческим обзором и изложением существенных методологических основ земской статистики, так и особенно – собранными в остальных двух томах программами статистических формуляров и инструкциями земской статистики» (Кауфман А.А. Статистическая наука в России. Теория и методология. 1806–1917. Историко-критический очерк. М., 1922. С. 60).
Автор ряда исследований по земской статистике. Самое ценное из них — «Земская статистика» (в 2 ч. — М:, 1899—1900).